# Supreme Commander
| Mottagande      | Mottagande            |
| Samlingsbetyg   | Samlingsbetyg         |
| Tjänst          | Betyg                 |
| --------------- | --------------------- |
| Gamerankings    | Win 87.66% 360 58.95% |
| GameStats       | Win 8.6/10 360 6.7/10 |
| GameTab         | 84.50%                |
| Metacritic      | Win 86/100 360 56/100 |
| Recensionsbetyg |                       |
| Publikation     | Betyg                 |
| 1UP.com         | Win B- 360 C          |
| Gamespot        | Win 8.7/10 360 5.0/10 |
| Gamespy         | Win 360               |
| Gametrailers    | Win 9.0               |
| IGN             | Win 9.0 360 4.5       |
| TeamXbox        | 360 5.9/10            |

Supreme Commander är ett datorspel inom realtidsstrategigenren (RTS) som utvecklas av Chris Taylor och hans företag Gas Powered Games, med det svenska lanseringsdatumet 16 februari 2007. Spelets utveckling tillkännagavs i PC Gamer augusti 2005 och betraktas som den andliga uppföljaren till Taylors tidigare spel från 1997, Total Annihilation.

## Strategiska och taktiska skalor
Enligt artikeln i PC Gamer kommer Supreme Commander att vara unikt inom realtidsgenren genom att det kombinerar stora taktiska ("Risk-liknande") operationer med realtid, individuella strider på enhetsnivå. Detta liknar system som används i spel som Rise of Nations eller Rome: Total War men i Supreme Commander ska denna integrering kunna ske utan några direkta övergångar. Det ska istället vara en fråga om att zooma in och ut på kartan för att gå ifrån den totala överblicken över kriget ner till att direkt observera hur enheterna strider med varandra.
I artikeln hävdar Taylor att:
"almost all modern RTS games do not actually employ strategy. In reality, they simply pit opponents against each other in resource wars, where the combatant with the most units wins". (Fritt översatt: nästan alla moderna RTS-spel kräver egentligen inte strategi, de låter snarare personer mötas i resurskrig, där spelaren med flest enheter vinner).
Taylor ville inte gå in på djupare detaljer om ett spel som inte är släppt, men sade att hans mål var att göra ett spel för den stora skaran spelare som skulle uppskatta användandet av riktig strategi i hans spel. Detta ska genomföras genom att använda skalan i spelet som tidigare nämnts och genom att hitta ett bra mellanting mellan allvarliga strategispel och de brutala, snabba och blodiga markstriderna.

### Skalan på trupperna
Till skillnad från andra spel inom RTS-genren, där enheter måste ha en storlek som grovt passar in på skärmen tillåter zoommöjligheterna i Supreme Commander stora skillnader i truppernas storlek. Förhandstittar har visat att det finns trupper så stora att de helt enkelt krossar de mindre enheterna när de åker över dem, och det visas också några trupper som inte ens skulle få plats på en enda skärmbild på maximal zoom i ett genomsnittligt RTS-spel. Skalan är såpass stor att spelet kommer att ha både havs- och luftstrider och kärnvapen på en realistisk skala, förutom de sedvanliga landstriderna.
För att åstadkomma detta använder Supreme Commander sig av en full 3D-terräng som dynamiskt byggs upp på ett lätthanterligt sätt för datorn när kameran förflyttar sig. Både enheter och kartan använder sig också av normal maps för att tillåta mycket detaljer.

### Balans
Med så stora skillnader i enheternas storlek kan man förvänta sig att balansen inte riktigt fungerar, där spelet blir en kamp i att snabbast bygga de största och mest kraftfullaste vapnen. Gamespys artikel om spelet förklarar att balansen i spelet snarare kommer att vara en simulering, på samma sätt som i Total Annihilation. Trupper kommer att operera enligt vanliga fysikaliska och mekaniska regler. Till skillnad från många RTS-spel där vapen begränsas av hur långt de kan skjuta och hur mycket eldkraft de har för att nå en viss balans, så ska Supreme Commander försöka använda truppers naturliga svagheter för att skapa en balans. Till exempel kan en väldigt kraftfull och pricksäker bombplanskvadron förstöra en bas relativt snabbt. Men bombplanen måste flyga relativt långsamt om de ska lyckas träffa målet med stor pricksäkerhet. Detta öppnar för att motståndaren kan försvara sig med exempelvis andra snabbare flygplan som kan åka runt och skjuta ned de relativt försvarslösa bombplanen, eller med luftvärnskanoner som inte har några svårigheter att träffa långsamt flygande mål. Det finns förstås andra naturliga begränsningar, som till exempel den tid och det material som krävs för att skapa de mer avancerade och kraftfulla enheterna.

## Fraktioner
I Supreme Commander är tre sidor (alla relativt mänskliga) inblandade i ett "oändligt krig" för att nå frihet och eftersökt fred. 

- United Earth Federation (UEF), är resterna av det forna Earth Empire och kämpar för att förena mänskligheten och återställa Jordens forna makt över galaxen. Deras samhällsuppbyggnad och vapen kan till viss del liknas vid dagens samhälle och vapenteknologi även om de till viss del tillåter slavarbete. Enheternas utseende skulle kort kunna beskrivas som "funktion före design"; dvs. de har ett kantigt, bepansrat utseende.

- Aeon Illuminate har sina rötter i det forna Earth Empires koloniserande guldålder. Deras förfäder koloniserade den förmodad obebodda planeten Seraphim II. Den visades bebos av en intelligent, högt avancerand och fredlig ras som skulle bli kallad Seraphim. Många av kolonisatörerna tog till sig Seraphimernas filosofi känd som The Way som snart spred sig bland de andra. På grund av paranoia och främlingsfientlighet utrotades senare Seraphimerna av the Earth Empire. Aeon Illuminates enheter är specialiserade inom sitt område och har ett väldigt avancerat och rent utseende.

- Cybran Nation består av symbioter, människor som blivit förbättrade genom datoriserade implantat inopererade i sina hjärnor, framför allt med den mutualismiska AI:n. De kämpar för sin frihet från det förtryckande United Earth Federation som bland annat håller andra Cybrans under slavliknande förhållanden. De leds av den briljanta men excentriska Dr. Brackman, patriark och konstruktör för the Cybran Nations cybernekniska teknologi. Deras enheter är kantiga och ojämna i sin form. Vissa skulle även säga insektsliknande.

## Musik
Musiken till Supreme Commander och Supreme Commander:Forged Alliance komponerades av Jeremy Soule, känd för att ha komponerat spelmusiken till bland annat Guild Wars, The Elder Scrolls III: Morrowind och The Elder Scrolls IV: Oblivion. Jeremy Soule har också komponerat musiken till Supremes Commanders spirituella föregångare, Total Annihilation.
"Risk, Relief and Victory" hörs under spelets gång. Den sträcker sig från avslappnad, till intensiv och slutligen episkt.

"Massive Attack" hörs under de mest intensiva slagen.

"The Future Battlefield" användes för trailern som visades under E³. Musiken används även i spelets huvudmeny.